# Fingal Island
Fingal Island är en ö i Kanada.   Den ligger i provinsen British Columbia, i den sydvästra delen av landet, 3 800 km väster om huvudstaden Ottawa.
Terrängen på Fingal Island är mycket platt. Öns högsta punkt är 7 meter över havet.